# 脂膜
脂膜（英語：panniculus adiposus），位于皮下组织浅层，富含脂肪。
阴囊肉膜、颈阔肌、掌短肌、头皮及面部浅层肌肉等均由脂膜高度分化发育形成。
该部位可发生脂膜炎。